# Dalya Attar
Dalya Attar-Mehrzadi es una política estadounidense que actualmente sirve en la Cámara de Delegados de Maryland. Attar representa al 41.º Distrito Legislativo del estado de Maryland, el cual está localizado al noroeste de la ciudad de Baltimore.

## Biografía

### Primeros años
Attar nació y se crio en la ciudad de Baltimore, en una familia inmigrante de clase trabajadora. Fue criada en un hogar judío sefardí religioso; su padre, judío mizrají, emigró a Estados Unidos desde Irán, mientras que su madre, judía sefardí, emigró desde Marruecos.  Estudió en una escuela religiosa judía para chicas Bais Yaakov.

### Carrera
En 2011, se graduó de la Universidad de Baltimore con una Licenciatura en Justicia Criminal. Tres años más tarde, culminó sus estudios en la Francis King School of Law de la Universidad de Maryland, obteniendo una maestría en Leyes en 2014. Después de graduarse, trabajó como fiscal en la Oficina del Fiscal del Estado para la ciudad de Baltimore.
El 4 de noviembre de 2018, Attar se convirtió en la primera persona judía ortodoxa en ser electa a la Cámara de Delegados de Maryland y la judía ortodoxa de mayor rango político electa en la historia norteamericana. Junto con Cheryl Kagan, Attar ha presentado legislación para ayudar a las mujeres agunot (término usado para definir a una mujer judía atrapada en su matrimonio religioso según lo determinado por la ley judía) impidiendo que su marido obtenga un divorcio civil hasta que le otorgue un divorcio religioso (get) a su esposa.

## Familia
Attar es la cuarta de seis hermanos, está casada con Asaf Mehrzadi, y juntos tienen dos niños, Ilana, y Aaron.